# Abdelkrim Zbidi
Abdelkrim Zbidi o Abdelkarim Zebidi en árabe: عبد الكريم الزبيدي‎, (Rejiche, 25 de junio de 1950) es un médico y político tunecino. Fue ministro de Salud con Ben Alí en 2001 y asumió el ministerio de Defensa en enero de 2011 tras la caída del presidente.

## Biografía
Nació en Rejiche, un pequeño municipio de la costa este del país. Estudió con una beca en un internado público y posteriormente realizó estudios en Francia. Tiene un doctorado de medicina por la universidad Claude-Bernard de Lyon, especializado en fisiología, en farmacología y biología humana.
De 1976 a 1978 trabajó como profesor asistente en la Universidad de Lion, posteriormente asumió diversos puestos técnicos: coordinador de formación de técnicos superiores de salud en la Facultad de medicina de Susa entre 1981 y 1988, jefe del Departamento de Ciencias Básicas entre 1982 y 1989 y profesor de hospital y universidad desde 1987. También fue Jefe del Departamento de Investigaciones Funcionales en el Hospital Farhat-Hached en Sousse entre 1990 y 1999. También asumió
Por otro lado fue responsable desde 1992 de misiones en el campo de las aplicaciones médicas nucleares en la Agencia Internacional de Energía Atómica.
Es autor de cien publicaciones científicas y director de varias tesis en medicina.

### Carrera política
De 1999 a 2000 asumió la Secretaría de Estado de Investigación Científica y Tecnología y un año después, en 2001 fue nombrado Ministro de Salud Pública en 2001 en el gobierno Mohamed Ghannouchi.
Considerado un tecnócrata independiente y próximo a Béji Caïd Essebsi -fundador del partido laicista Nidaa Tounes, primer ministro de Túnez (2011) y presidente de Túnez (2014-2019)- retornó a la política tras la revuelta tunecina como ministro de Defensa en del gobierno de unidad nacional el 27 de enero de 2011 siendo ministro primero en el gobierno de Béji Caïd Essebsi y posteriormente en el de Hamadi Jebali . El 12 de julio de 2013, Zbidi fue designado asesor especial de la oficina del Ministro de Salud Pública, Abdellatif Mekki pero menos de un mes después, el 1 de agosto renunció.
En 6 de septiembre de 2017, regresó al ministerio de Defensa Nacional.
En agosto de 2019 tras la muerte del presidente Essebsi los partidos Afek Tounes y Nidaa Tounes anunciaron el apoyo a su candidatura de Zbidi en las elecciones presidenciales de 2019. El 7 de agosto renunció a su puesto en el gobierno para iniciar la campaña electoral como candidato independiente.

### Condecoraciones
- Comandante de la Orden de la República de Túnez[10][11]
- Gran Oficial de la Orden del Mérito de Túnez[12][13]

## Posiciones
- Entre sus prioridades anuncia una revisión constitucional para acabar con lo que considera un "irrazonable" método híbrido que dispersa los poderes entre el presidente y el jefe de gobierno algo que perturba la economía y la transición democrática y propone un referéndum[9] para que el pueblo tunecino decida si quiere un régimen parlamentario o presidencial.[14]